# 二分バンド幅
二分バンド幅（Bisection Bandwidth）とは、コンピュータネットワークでは、ネットワークがもっとも転送帯域の狭い場所で2つのパーティションに分割されている場合、ネットワークトポロジの断面の転送容量。
2つのパーティション間で使用可能な帯域幅。 
連結されたネットワークの転送能力を示す目安として使われている。
したがって二等分は、2つのパーティション間の帯域幅が最小になるように実行する必要がある。 

帯域幅とは、ネットワークの2つの部分を半分に等分した場合に、その間を通過できる最大双方向データレートのこと。
バイセクション帯域幅は、システム全体で利用可能な真の帯域幅を提供し、ネットワーク全体のボトルネック帯域幅を占める。
したがって、二分バンド幅は、他のどのメトリックよりも優れたネットワークの帯域幅特性を表す。

## 二分バンド幅の計算
nノードの線形アレイの場合、二分バンド幅は1つのリンク帯域幅である。リニアアレイの場合、ネットワークを2つのパーティションに分割するには、1つのリンクのみを切断する必要がある。

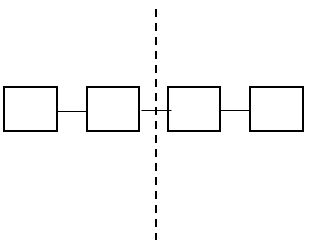
線形アレイネットワークの二等分線

nノードのリングトポロジの場合、ネットワークを二等分するために2つのリンクを切断する必要があるため、二分バンド幅は2つのリンクの帯域幅になる。

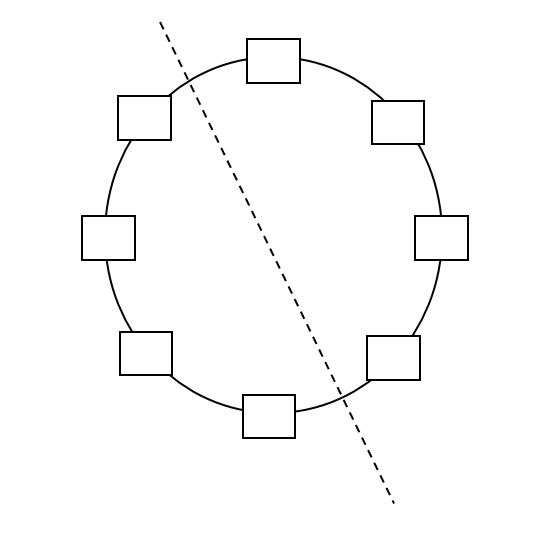
リングネットワークの二等分

nノードのツリートポロジの場合、1つのリンクを切断することでルートで二等分できるため、二分バンド幅は1つのリンク帯域幅になる。

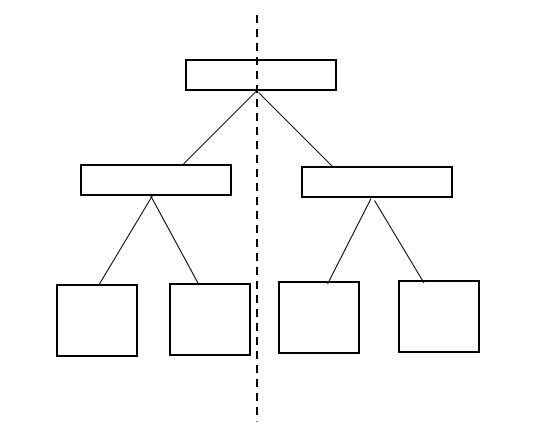
ツリーネットワークの二等分線

nノードのメッシュトポロジの場合、 {\displaystyle {\sqrt {n}}}ネットワークを二等分するためにリンクを切断する必要があるため、二分バンド幅は{\displaystyle {\sqrt {n}}}リンク。

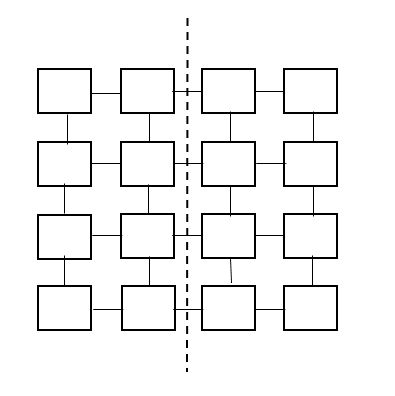
2Dメッシュネットワークの二等分線

nノードのハイパーキューブトポロジの場合、ネットワークを二等分するためにn / 2リンクを切断する必要があるため、二分バンド幅はn / 2リンクの帯域幅になる。

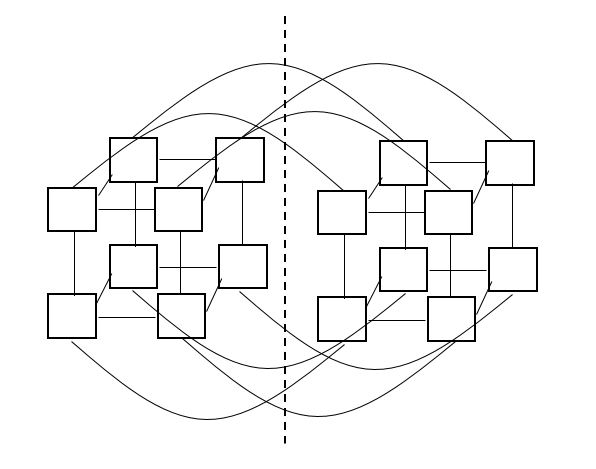
ハイパーキューブネットワークの二等分

## 二分バンド幅の重要性
ネットワークパフォーマンスのこの測定の重要性に対する理論的サポートは、Clark Thomborson （旧Clark Thompson）の博士課程の研究段階で開発された。Thomborsonは、ソート、高速フーリエ変換、行列-行列乗算の重要なアルゴリズムが、二分幅が不十分なコンピューターではCPU制限またはメモリー制限ではなく、通信制限になることを証明した。
F.トムソンレイトンは博士課程の研究で、シャッフル交換ネットワークとして知られるDeBruijnグラフの計算上重要な変形二等分幅に関するThomborsonの緩い限界を強化している。
Bill Dallyによると遅延、平均ケースのスループット、ホットスポットスループットの分析に基づいて、高次元ネットワークと比較して低次元ネットワーク（同じ二分幅（たとえば、 tori ）を持つバイナリn-cubes）は、待ち時間が短縮され、ホットスポットのスループットが高くなるとしている。